# Brajkovići (Kosjerić)
Brajkovići (em cirílico: Брајковићи) é uma vila da Sérvia localizada no município de Kosjerić, pertencente ao distrito de Zlatibor. A sua população era de 717 habitantes segundo o censo de 2011.

## Demografia
| 1948 | 1953 | 1961 | 1971 | 1981 | 1991 | 2002 | 2011 |
| ---- | ---- | ---- | ---- | ---- | ---- | ---- | ---- |
| 968  | 1018 | 975  | 812  | 785  | 757  | 724  | 717  |